# 石川県道132号七尾港線

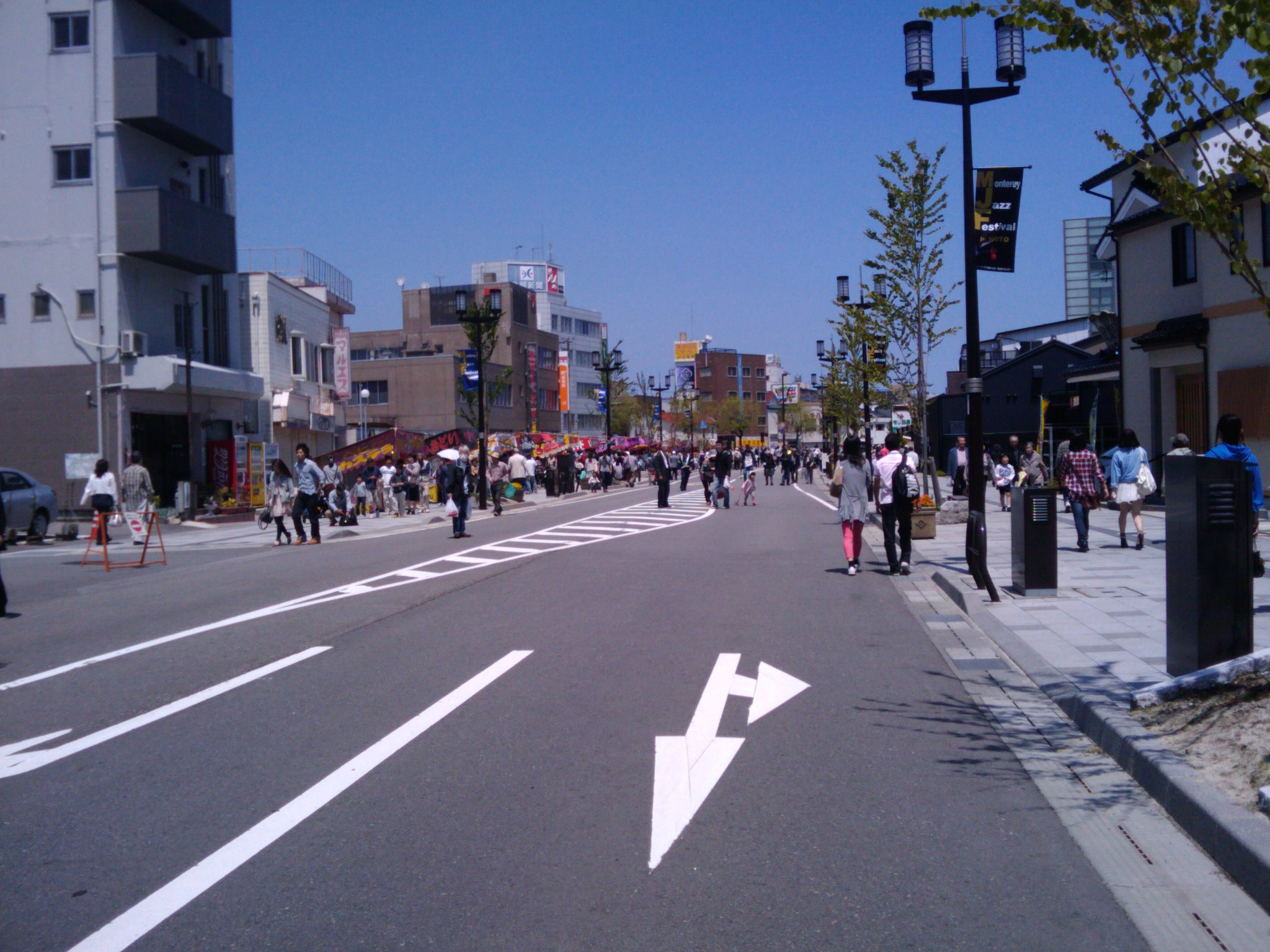
七尾駅北交差点から七尾港方面を望む

石川県道132号七尾港線（いしかわけんどう132ごう ななおこうせん）は、石川県七尾市にある一般県道（石川県道）である。

## 概要
- 起点：石川県七尾市府中町員外32番地先（＝府中町交差点）
- 終点：石川県七尾市御祓町1番地先（＝七尾駅前交差点）

起点の府中町交差点（能登食祭市場前）から南に進む。七尾駅北交差点で石川県道1号七尾輪島線（旧国道249号）と交わり、次の七尾駅前交差点で終点。
御祓川と並列に通り、七尾市中心部のシンボルロードである。

## 歴史
- 1960年（昭和35年）10月15日：路線認定。

## 接続道路
- 石川県道1号七尾輪島線（七尾市御祓町・七尾駅北交差点）

## 通過する自治体
- 石川県
  - 七尾市

## 道の駅
- 能登食祭市場